# Nikanoria violacea
Nikanoria violacea är en stekelart som beskrevs av Zerova 1971. Nikanoria violacea ingår i släktet Nikanoria och familjen kragglanssteklar.
Artens utbredningsområde är Kazakstan. Inga underarter finns listade i Catalogue of Life.